# Djevojka imena Feriha (televizijska serija)
Djevojka imena Feriha (tur. Adını Feriha Koydum) je turska serija. Glavne uloge u seriji igraju glumci Hazal Kaya i Çağatay Ulusoy. Radnja serije smještena je u Istanbulu. U Hrvatskoj se premijerno prikazivala od 15. srpnja 2013. na Novoj TV.

## Radnja
Feriha je prekrasna djevojka koja živi u luksuznoj četvrti. Njezin otac Riza je domar, a majka Zehra spremačica. Zajedno s braćom Mehmetom i Omerom Feriha živi u podrumu zgrade sanjajući o životima kakve vode stanari njezine zgrade. Oni su uspješni i bogati, imaju najnovije mobitele, automobile, odjeću te putuju svijetom. Feriha se druži s bogatom i razmaženom te psihički nestabilnom Cansu te imućnom kćerkom dizajnerice, Larom. Iako nije iz njihovog svijeta, Feriha svojom upornošću i ustrajnošću dobije stipendiju za prestižno sveučilište koje pohađaju djeca najbogatijih turskih obitelji. Na početku godine Feriha privuče pozornost najpopularnijeg mladića i plejboja Emira te njegove ekipe - najboljeg prijatelja Koraya i razmažene Hande. Kada susretne Emira zbog, srameći se svog podrijetla, Feriha se predstavlja kao mlada bogatašica iz ugledne obitelji. Što vrijeme dalje odmiče Feriha i Emir se sve više zaljubljuju jedno u drugo, no usporedno s tim i Ferihine laži postaju sve kompliciranije i veće.
Lijepa Feriha će tako stvoriti svoju lažnu bajku u kojoj je ona princeza. No sreća neće potrajati zadugo, jer svaka laž na kraju postane otkrivena. Saznat će se prava istina tko je djevojka pod imenom Feriha.

## Uloge
| Glumac/Glumica     | Lik                      |
| ------------------ | ------------------------ |
| Hazal Kaya         | Feriha Yılmaz-Sarrafoğlu |
| Vahide Perçin      | Zehra Yılmaz             |
| Metin Çekmez       | Riza Yılmaz              |
| Çağatay Ulusoy     | Emir Sarrafoğlu          |
| Deniz Uğur         | Sanem İlhanli            |
| Yusuf Akgün        | Koray Onat               |
| Ceyda Ateş         | Hande Gezgin             |
| Sedef Şahin        | Cansu İlhanli            |
| Pelin Ermiş        | Gulsum                   |
| Melih Selcuk       | Mehmet Yılmaz            |
| Ahu Sungur         | Aysun                    |
| Harun Akyüz        | Ilker                    |
| Cihan Okan         | Orhan                    |
| Gulsah Firincioglu | Günce                    |
| Leyla Erdogan      | Sophie Zehra             |
| Ebru Unurtan       | Tulin Atabeyli # 2       |
| Esin Eden          | Rümeysa                  |
| Emre Koç           | Yavuz Sancaktar          |
| Murat Onuk         | Ünal Sarrafoglu #2       |
| Aysegül Uyguner    | Hatice                   |
| Nesem Akhan        | Seher                    |
| Buket Aksitoglu    | Nehir                    |
| Barış Kılıç        | Levent Seymen            |
| Nurinisa Yıldırım  | Nevbahar Seymen          |
| Sarp Can Köroğlu   | Bulent Seymen            |
| Simge Defne        | Azra                     |